# 李广泉
李广泉（？—）籍贯不详，中国人民解放军少将。

## 生平
李广泉曾任驻江苏省新沂市的中国人民解放军73071部队部队长、中国人民解放军陆军第十二集团军装备部部长、副军长。2017年，调任新组建的中国人民解放军陆军第八十二集团军副军长。2017年7月30日，在庆祝中国人民解放军建军90周年阅兵中，担任受阅人员方阵指挥员。另外，他曾任武警西藏總隊司令員、黨委副書記丶中共十九大代表